# IC 320
IC 320 — галактика типу SBab () у сузір'ї Персей.
Цей об'єкт міститься в оригінальній редакції індексного каталогу.